# Swaledale (Käse)

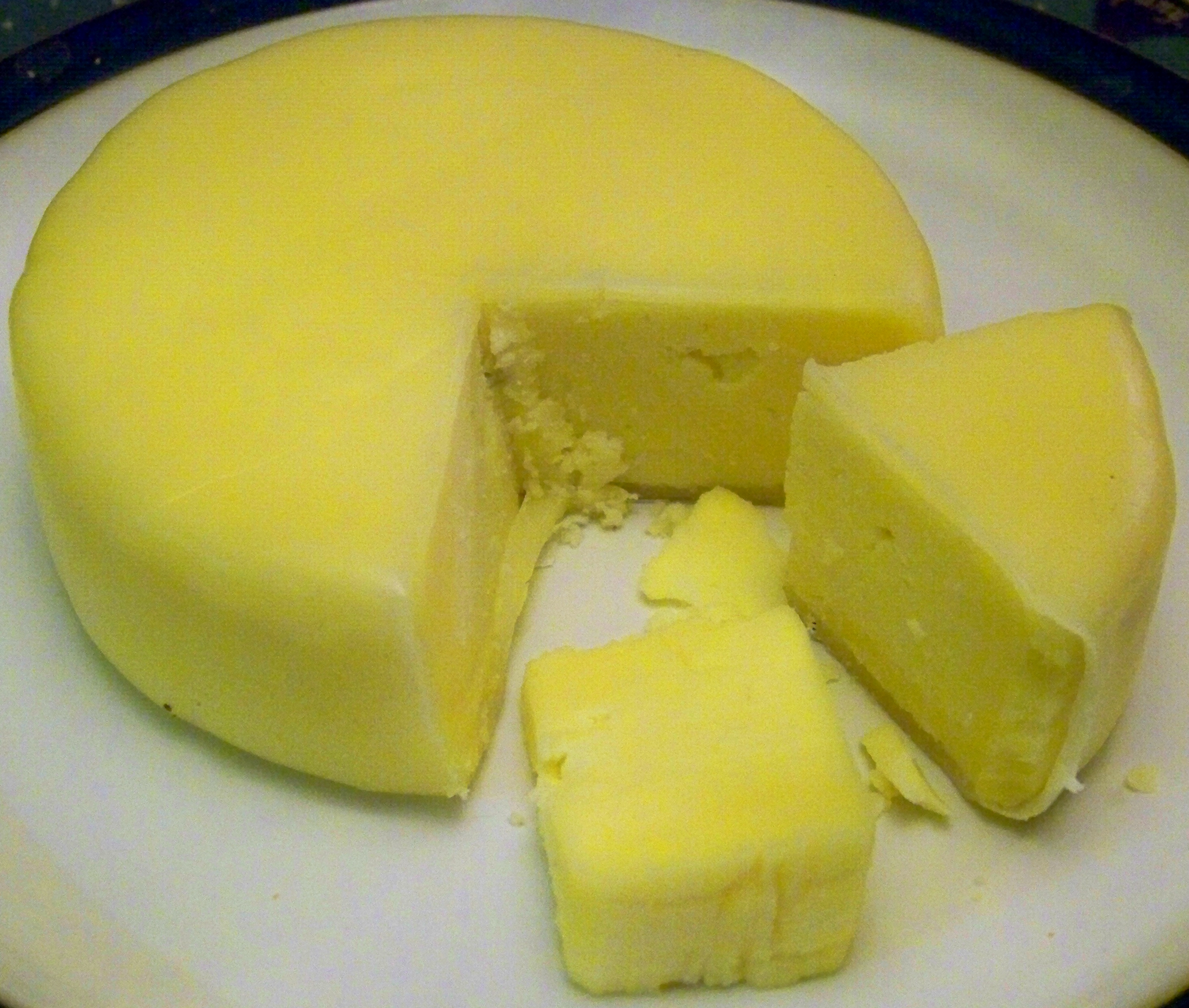
Englischer Swaledale-Käse

Swaledale ist ein englischer Vollfett-Hartkäse, der nur noch in einer Käserei in Richmond (North Yorkshire) aus Rohmilch von Kühen hergestellt wird.

## Eigenschaften
Die Swaledale-Käselaibe sind rund, wiegen durchschnittlich 2,25 kg und werden aus unpasteurisierter Milch hergestellt. Die verwendete Milch stammt ausschließlich von Tieren aus dem Swaledale, die sich von der speziellen Mischung von Kräutern und Gräsern dieser Gegend ernähren. Diese ergibt sich aufgrund der Erde und des Klimas dort und sind für die unverkennbaren Eigenschaften des Swaledale verantwortlich. Es ist ein halbfester, feuchter Käse, dessen Geschmack wie folgt beschrieben wird: "Er besitzt die Frische der windigen Täler und des wilden Farnkrautes und den karamellig süßen Beigeschmack von Schafsmilch."

## Herstellung
Das Rezept des Swaledale-Käse ist nur wenigen Menschen bekannt; er wird von diesen von Hand hergestellt. Die Milch von Kühen aus der Region wird im ersten Schritt der Käseherstellung gemeinsam mit mikrobiologischen Kulturen auf 28 °C erhitzt. Nach einer Ruhezeit von zwei Stunden wird Lab hinzugefügt. Nach einer weiteren Stunde, in der die Milch gerinnt und abkühlt, wird die Mixtur wieder auf 28 °C erhitzt, zerschnitten und gerührt. Dann wird sie nochmals aufgeteilt, die Molke wird abgegossen und die verbleibenden Käselaibe werden in Formen gegeben, die mit Musselin ausgekleidet sind. Im weiteren Verfahren werden die Formen unter leichtem Druck bei einer Temperatur von 28 °C 18 Stunden gelagert und dabei alle vier Stunden gewendet. Nachdem dieser Prozess abgeschlossen ist, werden die Käselaibe in einer 85 % Salzlösung 24 Stunden lang eingelegt.
Der nunmehr fertige Käse reift für drei bis vier Wochen in feuchten Kellern und erhält dabei eine blaugraue Schimmelrinde (außer er wird gewachst).

## Geschichte
Legenden aus den Tälern Yorkshires schreiben die Ursprünge der Käseherstellung Zisterzienser-Mönchen aus der Normandie zu, die sich im 11. Jahrhundert in dieser Gegend niederließen. Sie gaben die Herstellungstechniken an die Bauern in Swaledale weiter, die die Herstellung fortführten auch nachdem die Klöster aufgelöst wurden und die Mönche die Gegend verließen.
Im 18. Jahrhundert wurde er in den Farmen Swaledales hergestellt und entweder frisch mit einer weißen Färbung oder gereift mit der blauen Rinde verkauft.
Der hohe Feuchtigkeitsgehalt und die weiche Textur des Käses ermöglichen es, unter den feuchten Lagerungsbedingungen die blaue Edelschimmelschicht anzusetzen.
Mit dem beginnenden 20. Jahrhundert nahm die Käseproduktion ab und im Jahre 1980 existierte nur noch eine einzige Farm in Swaledale, die den Swaledale-Käse noch herstellte. Auch diese stellte in den frühen 80er Jahren die Produktion ein, doch Mrs. Longstaff gab das Originalrezept des Käses an David und Mandy Reeds weiter, die die Swaledale Cheese company gründeten und von Februar 1987 ab die Produktion wieder aufnahmen.

## Auszeichnungen
Seit 1995 genießt der Swaledale den Status einer geschützten Ursprungsbezeichnung/PDO. Außerdem gewann er einige Auszeichnungen, beispielsweise drei Goldmedaillen der Great Taste Awards 2008 und drei Gold- und zwei Bronzemedaillen der World Cheese Awards 2008.